# Âm Nôm
Âm Nôm (chữ Nôm : 喃音, littéralement « son de gazouillements », autrefois appelé Quốc âm (國音, « prononciation nationale »)) est le nom donné par les Viêtnamiens à la prononciation du chữ Nôm spécifique à leur propre langue. La prononciation âm Nôm utilise les sons propre à la langue vietnamienne et à sa famille des langues austroasiatiques pour exprimer le caractère chinois, ce dernier n'étant utilisé alors à l'écrit que pour sa valeur sémantique. Le Âm Nôm s'oppose ainsi à la prononciation sino-viêtnamienne (zh) (vietnamien : phiên âm Hán-Việt ; 翻音漢越 ou âm Hán-Việt ; 音漢越) des caractères chinois, cette dernière étant prononcée phonétiquement, à la façon des langues han, de la famille des langues sino-tibétaines. 
On retrouve le même phénomène en coréen et en japonais, deux langues ayant recours aux caractères chinois, mais étant de famille linguistique distincte du chinois. Dans le cas du japonais, le Âm Nôm correspond au kun'yomi, alors que la prononciation sino-viêtnamienne est analogue au on'yomi.